# Tussen Kop en Staart
Tussen Kop en Staart is een Nederlands televisieprogramma dat door de Evangelische Omroep wordt uitgezonden op Zapp, NPO 3. Het programma werd in 2020 gemaakt ter vervanging van Topdoks, dat door de coronacrisis in Nederland niet opgenomen kon worden. De presentatie is in handen van Rachel Rosier en Elbert Smelt.

## Het programma
In dit dierenprogramma gaan presentatoren Rachel en Elbert op onderzoek uit om van alles te weten te komen over het dierenrijk. Door middel van reportages die ze opnemen bij dierentuinen, boerderijen en dierenartsen laten ze dit zien aan de kijkers.
Het programma kent tevens verschillende rubrieken. Zo is er de Snijtafel, waarin Elbert een bepaald dierlijk orgaan ontleedt om uit te zoeken wat de overeenkomsten en verschillen zijn ten opzichte van de mens. Verder is de #mozeschallenge, waarin Mozes, de hond van Rachel, een uitdaging aangaat.